# Скотоводческая компания Калпеппера
«Скотоводческая компания Калпеппера» (англ. The Culpepper Cattle Co.) — американский фильм в жанре вестерн режиссёра Дика Ричардса, вышедший на экраны в 1972 году. Главные роли в нём сыграли Гэри Граймс, Билли Грин Буш, Джеффри Льюис, Бо Хопкинс.

## Сюжет
Главный герой фильма — подросток Бен Мокридж, который присоединяется к скотоводческой компании бывшего ганфайтера, надеясь стать настоящим ковбоем. Участвуя в масштабном перегоне скота, он быстро понимает, что в работе погонщика мало романтики, но много тяжёлого труда и опасностей.

## В ролях
- Гэри Граймс — Бен Мокридж
- Билли Грин Буш — Фрэнк Калпеппер
- Джеффри Льюис
- Бо Хопкинс

## Оценки
«Скотоводческая компания Калпеппера» стала первым художественным фильмом режиссёра Дика Ричардса. Картину высоко оценили за историческую точность и атмосферность. Ричардс получил за неё премию WGA Story Writer, Джерри Брукхаймер, участвовавший в съёмках в качестве помощника продюсера, был впервые замечен специалистами. В сцене ухода ковбоев со стадом киноведы видят оммаж «Красной реке» Говарда Хоукса.